# شیخ الحدید
شیخ الحدید (به عربی: شیخ الحدید) یک منطقهٔ مسکونی در سوریه است که در ناحیه عفرین واقع شده‌است.

## خصوصیات
شیخ الحدید ۵٬۰۶۳ نفر جمعیت دارد.